# Canisianum (Innsbruck)

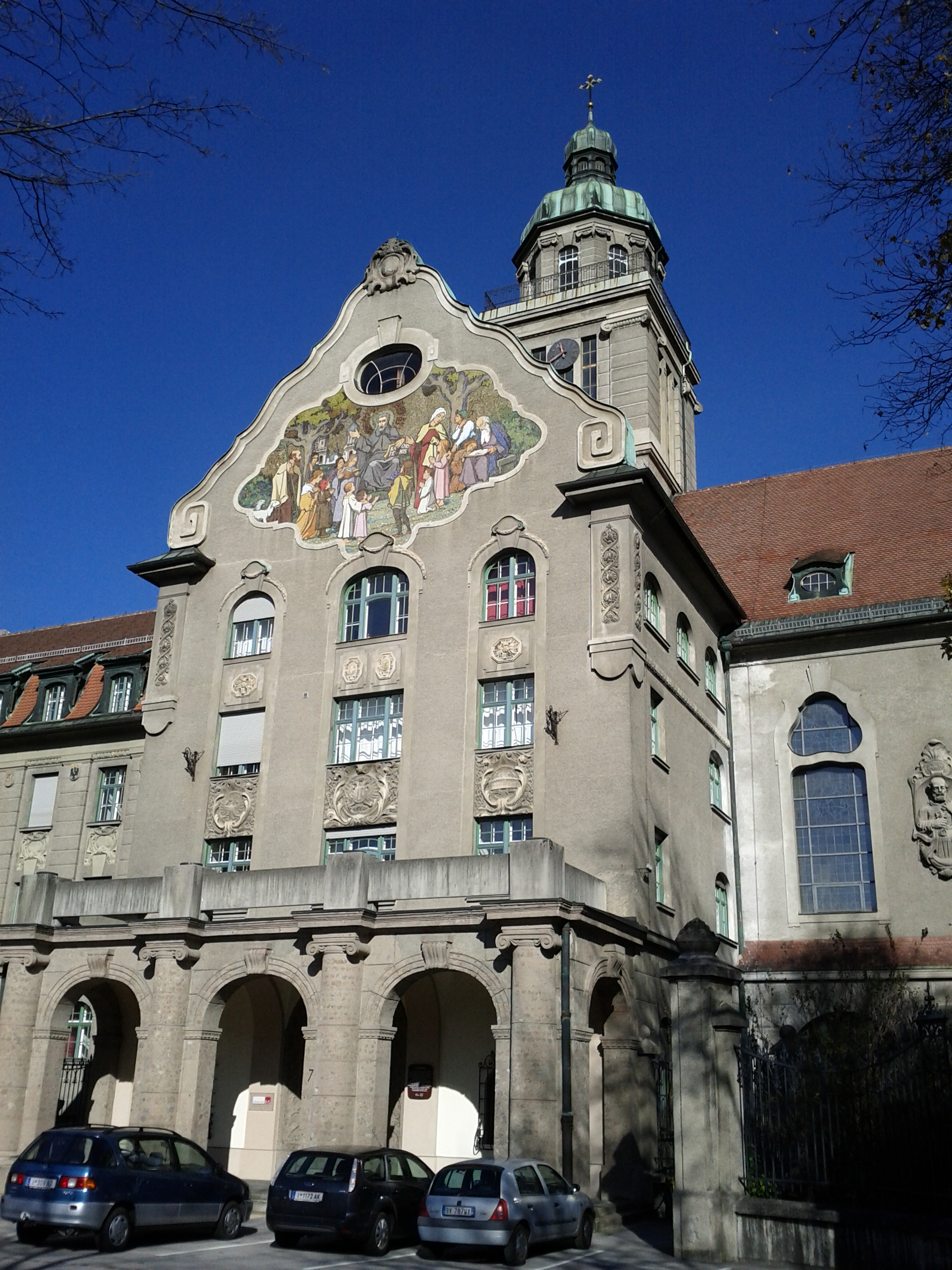
Das Gebäude „Canisianum“ in der Tschurtschenthalerstraße, in dem das Collegium Canisianum bis 2013 untergebracht war.

Das Canisianum in Innsbruck ist einerseits ein Gebäude in der Tschurtschenthalerstraße 7, das 1910/11 für ein internationales Theologenkonvikt der Jesuiten im neuromanischen Stil errichtet worden ist. Andererseits ist es auch der Name des Priesterkollegs selbst, das 2013 wieder von der Tschurtschenthalerstraße 7 in die Sillgasse 6 übersiedelt ist. Es steht bis heute unter der Trägerschaft des Jesuitenordens.

## Geschichte
Das Canisianum ist nach dem Heiligen Petrus Canisius benannt und wurde 1910/11 unter Regens P. Michael Hofmann gebaut. Es löste das Theologenkonvikt Nicolaihaus ab.
Während des Ersten Weltkrieges beherbergte es von 1915 bis 1919 auch die Studenten des Germanicums von Rom. Am 21. November 1938 wurde das Canisianum von den Nationalsozialisten geschlossen und konnte erst im Oktober 1945 wieder eröffnet werden.
Im Sommer 2013 ist das Collegium Canisianum in Räumlichkeiten des Jesuitenkollegs in der Sillgasse übersiedelt, wo es auch ursprünglich angesiedelt war. Seither befindet sich im Gebäude in der Tschurtschenthalerstraße ein Studierendenheim der Akademikerhilfe.

## Bekannte Absolventen des Konvikts
- Vilmos Apor (1892–1945), Bischof der Diözese Győr, 1997 seliggesprochen
- Nicetas Budka (1877–1949), Weihbischof von Lwiw (Lemberg), 2001 seliggesprochen
- Hans Buschor (1933–2017), Priester, Regisseur und Chef K-TV
- Edward Flanagan (1886–1948), Gründer von Boys Town in den USA
- Joseph Frings (1887–1978), Erzbischof von Köln, Kardinal
- Clemens August Graf von Galen (1878–1946), Bischof von Münster, Kardinal, 2005 seliggesprochen
- Bernhard Hürfeld (1891–1966), Gründer des Canisianums in Lüdinghausen und Inhaftierter im Pfarrerblock im KZ Dachau
- Andrij Ischtschak (1887–1941), Professor an der theologischen Akademie in Lwiw (Lemberg), 2001 seliggesprochen
- Antons Justs (1931–2019), Gründungsbischof des Bistums Jelgava in Lettland
- Michael Keller (1896–1961), Bischof der Diözese Münster
- Elmar Maria Kredel (1922–2008), Erzbischof von Bamberg, im Canisianum 1948–1950
- Michael Felix Korum (1840–1921), Bischof des Bistums Trier
- Odilo Lechner (1931–2017), Benediktiner, Ordenspriester und Abt der Abtei Sankt Bonifaz in München und Andechs
- Myroslaw Ljubatschiwski (1914–2000), Erzbischof von Lwiw (Lemberg) der Ukrainisch-Katholischen Kirche
- Matthäus Quatember (1894–1953), 78. Generalabt des Zisterzienserordens
- Paulus Rusch (1903–1986), Bischof der Diözese Innsbruck
- Georg Prinz von Sachsen (1893–1943)
- Jossyf Slipyj (1892–1984), Metropolit der Ukrainisch-Katholischen Kirche, Kardinal
- Reinhold Stecher (1921–2013), Bischof der Diözese Innsbruck
- Klementij Szeptyckyj (1869–1951), Exarch von Russland und Sibirien, Archimandrit der Studiten, 2001 seliggesprochen
- Bruno Wechner (1908–1999), erster Bischof der Diözese Feldkirch
- Leo Zirker (1937–2014), katholischer Moraltheologe, Pastoralreferent und Hochschullehrer
- Don Zef Ramaj (1882–1914), kath. Kirche in Albanien, Ramaj taufte 1910 Mutter Teresa
- Rolf Zerfaß (1934–2022), Professor für Pastoraltheologie an der Universität Würzburg
- Paul Michael Zulehner (1939–), Professor für Pastoraltheologie an der Universität Wien (1984–2008)